# BB 7600

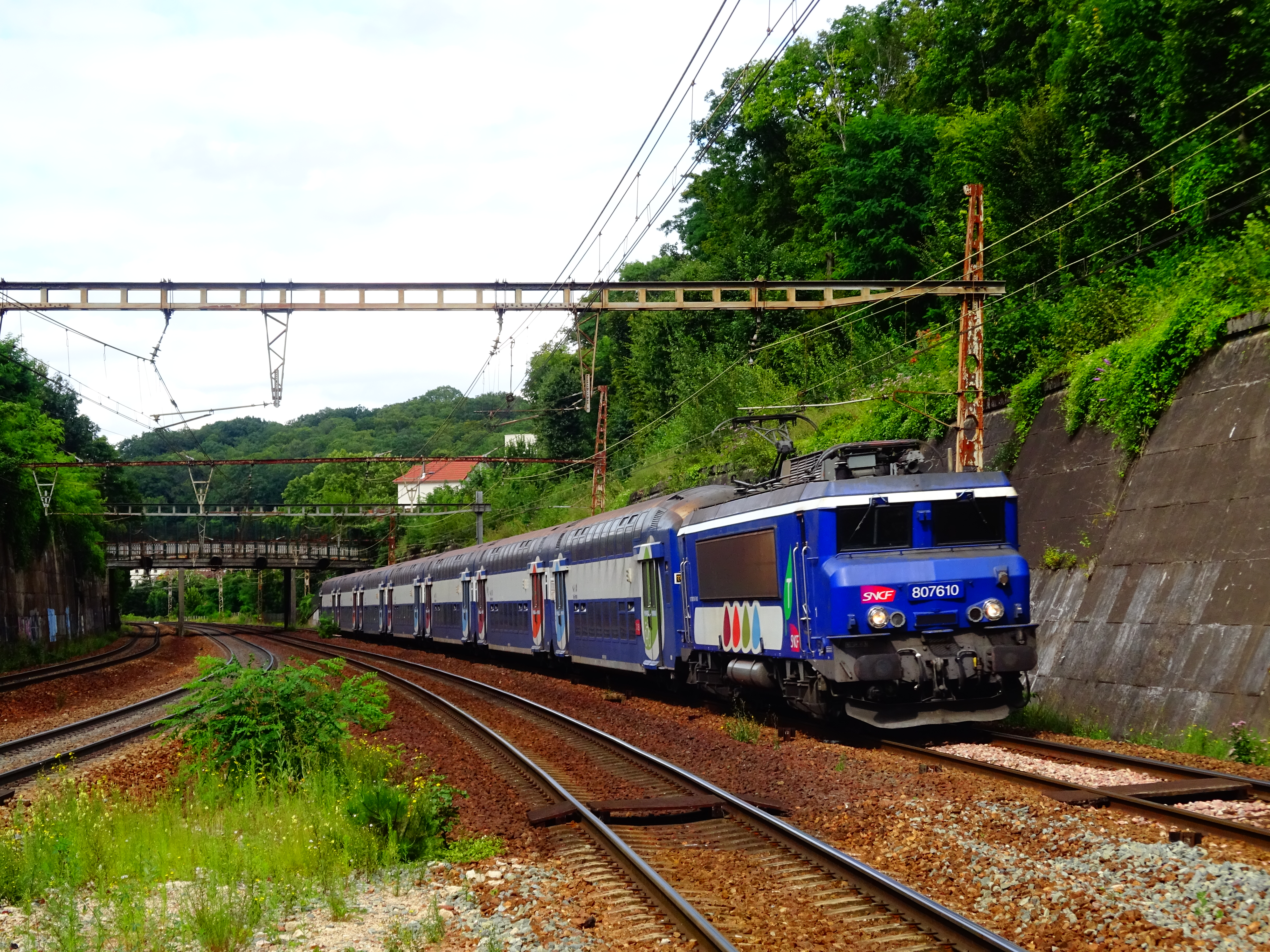
Locomotive BB 7600 aux abords de la gare de Chaville-Rive-Gauche.

Les BB 7600 sont des locomotives électriques BB 7200 adaptées au transport de voyageurs sur le réseau Transilien. Elles ont circulé de novembre 2011 à mars 2022 sur la ligne N du Transilien, en tête de rames composées de voitures de banlieue à deux niveaux modernisées.
L'arrivée des Regio 2N sur la ligne N à partir de 2019 aurait dû les conduire à la radiation définitive fin 2022, mais le reliquat de rames tractées par des bi-courant les a chassées prématurément. Cette mesure est effective depuis le 28 mars 2022 avec la radiation de la BB 7604.

## Histoire
À partir de 2011, le retrait des Z 5300 en fin de vie s'accélère sur la ligne N du Transilien. Elles sont remplacées par un effectif supplémentaire de rames VB2N en provenance de la ligne H du Transilien, tractées par des BB 17000 mono-courant 25 kV incompatibles avec le réseau de Paris-Montparnasse, lequel est électrifié en 1500 V, ce qui amène la SNCF à décider d'utiliser des BB 7200 à transformer en BB 7600 avec ajout de la réversibilité.
La traction des rames VB2N préexistantes sur la ligne est alors assurée par des BB 27300 mais un renfort est néanmoins nécessaire. En effet, les BB 8500, présentes sur la ligne jusqu'en 2007 ont été reversées à l'activité TER Centre-Val de Loire, et les 27300 sont en nombre insuffisant pour tracter l'ensemble du parc étendu. 
Quatorze BB 7200 de l'activité Fret sont alors prélevées à Villeneuve-Saint-Georges et Bordeaux et transférées à l'activité Transilien en 2011 : 7312 GV (7601), 7314 GV (7602), 7331 GV (7603), 7335 GV (7604), 7325 GV (7605), 7339 GV (7606), 7342 GV (7607), 7326 GV (7608), 7330 (7609), 7332 GV (7610), 7341 (7611), 7311 (7612), 7327 (7613) et 7337 (7614). 
Rénovées et adaptées au trafic de banlieue par le technicentre de Lyon-Oullins de 2011 à 2013, elles sont renumérotées en BB 7600. Cette renumérotation a été décidée pour éviter toute confusion avec les BB 27300 circulant également sur le réseau d'Île-de-France. 
Un déraillement de rame VB2N en manœuvre a lieu le 29 août 2016 avec la BB 7605 en tête ; le choc entre rame et machine conduit à la destruction partielle de la cabine 2 et à sa radiation définitive en avril 2020.

## Description
Extérieurement, les BB 7600 revêtent la livrée Transilien Berlingot. La machine est intégralement peinte en couleur bleu roi ; sur ses flancs deux bandeaux blancs reçoivent quatre berlingots colorés (rouge brique, orange corail, vert pomme et bleu outre-mer). La feuille verte ornée d'un T blanc du logo Transilien est toujours apposée côté cabine 1. Cette peinture marque une continuité avec les rames VB 2N rénovées dans le même esprit.
Côté technique, l'objectif est de mettre à niveau les BB 7600 pour que les rames VB 2N puissent assurer leurs sillons indifféremment selon que leur traction est assurée par des BB 27300 ou des BB 7600.
Le compresseur d'air original est donc remplacé par deux compresseurs pneumatiques à pistons sans huile. L'un est entièrement consacré à la production d'air de la locomotive pour améliorer le freinage du train tandis que l'autre intervient en auxiliaire du premier et alimente l'ouverture et la fermeture des portes.
Des câblots de réversibilité à six prises sont installés côté cabine 2 uniquement qui est toujours côté rame, tandis que la cabine 1 reçoit :
- les équipements « Équipement agent seul » (EAS), constitués d'écrans connectés par antenne ou borne au sol aux caméras de quai qui permettent au conducteur d'assurer seul ses départs sans agent de train ou de quai dans les gares où il y est autorisé[6] ;
- l'équipement « Service d’information voyageurs embarqué » (SIVE), c'est-à-dire un ordinateur qui pilote les plans lumineux, les bandeaux défilants et les annonces sonores[6] ;
- le signal d’alarme par interphonie (SAI), qui remplace le signal d'alarme pneumatique (auparavant le voyageur provoquait l'arrêt du train par une purge pneumatique d'urgence en tirant le signal d'alarme alors que, désormais, le conducteur peut entrer en contact avec le voyageur ayant tiré le signal, évaluer l'urgence et choisir le site le plus opportun pour arrêter son train sans paralyser le trafic)[6] ou éviter une descente sur les voies, comme à Villeneuve-Prairie le 20 septembre 2003 ;
- un système de climatisation expérimental[6] qui est depuis pérennisé et équipe les BB 7200, les BB 15000 et les BB 22200 ;
- une insonorisation renforcée[6].

La cabine 1 est la seule exploitée en traction commerciale.
La totalité de la flotte (ainsi que les rames VB 2N associées provenant de Paris-Nord) est livrée à compter de décembre 2012.

## Service

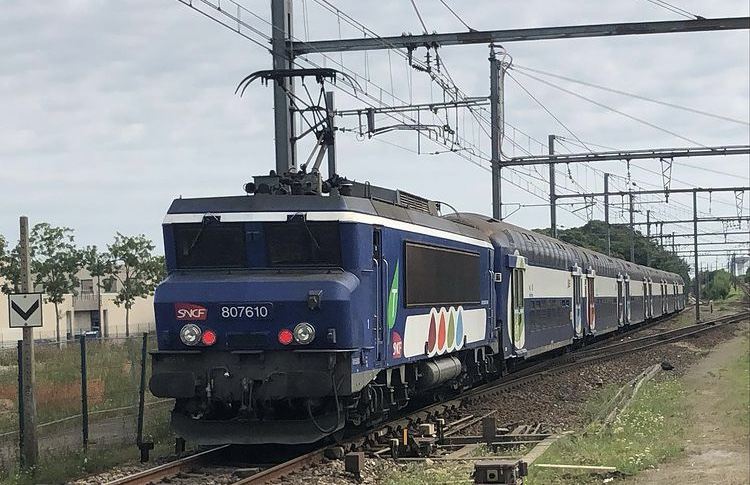
BB 7600 en gare de La Verrière.

Les BB 7600 sont affectées à la ligne N du Transilien, en tête de rames VB 2N rénovées en provenance de la ligne H du Transilien. Ne pouvant circuler que sous 1 500 volts, elles sont affectées aux relations Paris-Montparnasse – Rambouillet et Paris-Montparnasse – Plaisir - Grignon.
Dès l'été 2021, 10 rames sont radiées et en attente de démolition à Baroncourt. Si trois locomotives passent l'année 2022, elles (BB 7602, 7604 et 7608) sont mises en attente de radiation à Sotteville, dès janvier. En tant que BB 7600, leur durée de vie aura été de dix ans.

## Dépôts titulaires
Les BB 7600 étaient toutes gérées par la Supervision technique de flotte (STF) « lignes N et U ».
La dernière locomotive qui était encore en service est radiée depuis le 28 mars 2022.